# Les Jardineries et Animaleries de France
 (août 2025).
Motif : Où sont les sources de qualité et indépendantes montrant une notoriété encyclopédique pour ce syndicat ?
- Archive Wikiwix
- Bing
- Cairn
- DuckDuckGo
- E. Universalis
- Gallica
- Google
- G. Books
- G. News
- G. Scholar
- Persée
- Qwant
- (zh) Baidu
- (ru) Yandex
- (wd) trouver des œuvres sur Wikidata

| 1. | Préciser le motif de la pose du bandeau. | Précisez le motif de la pose du bandeau en utilisant la syntaxe suivante : {{admissibilité à vérifier\|date=août 2025\|motif=remplacez ce texte par le motif}}                                                |
| 2. | Informer les utilisateurs concernés.     | Pensez à avertir le créateur de l'article, par exemple, en insérant le code ci-dessous sur sa page de discussion : {{subst:avertissement admissibilité à vérifier\|Les Jardineries et Animaleries de France}} |

Les Jardineries et Animaleries de France (anciennement la Fédération nationale des métiers de la jardinerie, ou FNMJ) est le syndicat professionnel qui représente les distributeurs spécialisés de produits de jardinage et animalerie en France. Il regroupe la plupart des jardineries et animaleries indépendantes, ainsi que les enseignes des jardinerie les plus importantes.

## Historique
À partir du milieu du XXe siècle, les marchands grainiers se regroupent avec les producteurs de semences pour créer une fédération. Au cours des années 60, ils créent des centres de recherche et les premières jardineries. L'Association française des Garden centers est créée puis en 1985 la FNPSP (producteurs) et la FNGSP (distributeurs) qui se regroupent dans l'UNASEP. En 1989 la FNGSP regroupe les jardineries et les graineteries. Elle sort de l'UNASEP en 1991 et devient la FNDSJ. En 2000, elle change de nom pour devenir la Fédération nationale des métiers de la jardinerie (FNMJ). 
Vingt ans plus tard, soit en 2020, la FNMJ devient Les Jardineries et Animaleries de France et intègre les animaleries dans ses adhérents.

## Missions
Le syndicat indique accompagner les adhérents dans leurs démarches, assurer la promotion du métier auprès des relais d'opinion, dont la presse, développer des synergies et des initiatives communes, assurer la promotion de la filière et valoriser ses métiers[réf. souhaitée].
Il déclare à la Haute Autorité pour la transparence de la vie publique exercer des activités de lobbying en France pour un montant qui n'excède pas 10 000 euros sur l'année 2019.